# هاینا (هیلدبورگهاوزن)
هاینا (به آلمانی: Haina) یک منطقهٔ مسکونی در آلمان است که در روهیلد واقع شده‌است.
 هاینا  ۹۹۱ نفر جمعیت دارد.